# Anthology (Burzum-album)
Anthology er et opsamlingsalbum fra det norske black metal-band Burzum. Det blev udgivet i 2002 som den første udgivelse siden bandets eneste medlem, Varg Vikernes, opløste bandet i 2000. Albummet indeholder materiale fra alle Burzums officielle udgivelser samt to spor, "Et Hvitt Lys Over Skogen" og "Havamål", som er hentet fra den uofficielle bootleg Ragnarok (A New Beginning).
Selvom albummet indeholder stavefejl i nogle sangtitler, samt en bootlegsang ("Havamål") som ikke engang er en rigtig Burzum-sang, men består af lederen af Ásatrúarfélagið på Island, Sveinbjörn Beinteinsson, som taler henover melodien fra Burzums "Han Som Reiste" (fra Det Som Engang Var), beskrives det af Burzums officielle hjemmeside som "en hyldest til Burzums ære og magt", mens andre kilder kalder albummet for en bootlegudgivelse.

## Spor
1. "Ea, Lord Of The Depths" – 04:51
2. "War" – 02:30
3. "Stemmen Fra Tårnet" – 06:09
4. "Hvis Lyset Tar Oss" – 08:05
5. "Lost Wisdom" – 04:39
6. "Jesus' Tod -	08:39
7. "Í Heimr Heljar" – 02:02
8. "Ansuzgardaraiwô" – 04:28
9. "Et Hvitt Lys Over Skogen" – 09:19
10. "Havamål" – 12:18

## Fodnoter
1. ↑  Burzum – Discography – Compilations – "Burzum Anthology" 2002
2. ↑  Encyclopaedia Metallum – Burzum – Anthology